# Ermelunden
Ermelunden er en (overvejende) løvskov på ca. 70 ha, der ligger sydvest for Jægersborg Dyrehave. Området er stærkt kuperet, med et fald på ca. 25 m fra Klampenborgvej mod syd ned til tunneldalen mellem Lyngby og Klampenborg. I dalen, hvor man nu finder Ermelundstien, havde man i ca. 1890-1920 mulighed for at aktivere den såkaldte "Oversvømmelse" hvorved dalen kunne fyldes med vand som en del af Københavns Befæstning. Jordbunden er hovedsagelig frugtbar lermuld, hvor man bl.a. finder gul anemone.
Centralt i skoven ligger et gammelt græsningsområde, Ermelundssletten, med tre vandhuller, bl.a. Hjortedam der i dag rummer en bestand af græskarper og den mindre Skovriderdam. På dette område har afholdtes flere større spejderstævner, herunder den 2. Verdensjamboree i 1924.
Ermelunden hørte oprindelig til det gamle  jagtslot Ibstrup der var placeret ved den nuværende Jægersborg kaserne. Søerne på Ermelundssletten, og specielt Hjortedammen ud mod Klampenborgvej, er oprindeligt etableret som slottets karpedamme.
Skovens nordgrænse udgøres af Klampenborgvej. I den vestlige del af skoven går Ermelundsvej fra Fortunen, via Jægersborg til Gentofte sø. Syd for Ermelunden ligger vandværket Ermelundsværket.
|  |  |  |